# Districtul Tizi
Tizi este un district din provincia Mascara, Algeria.